# Olifants
La rivière Olifants (éléphant en afrikaans) est une rivière africaine, affluent du Limpopo qui coule en Afrique du Sud et au Mozambique. 

## Économie

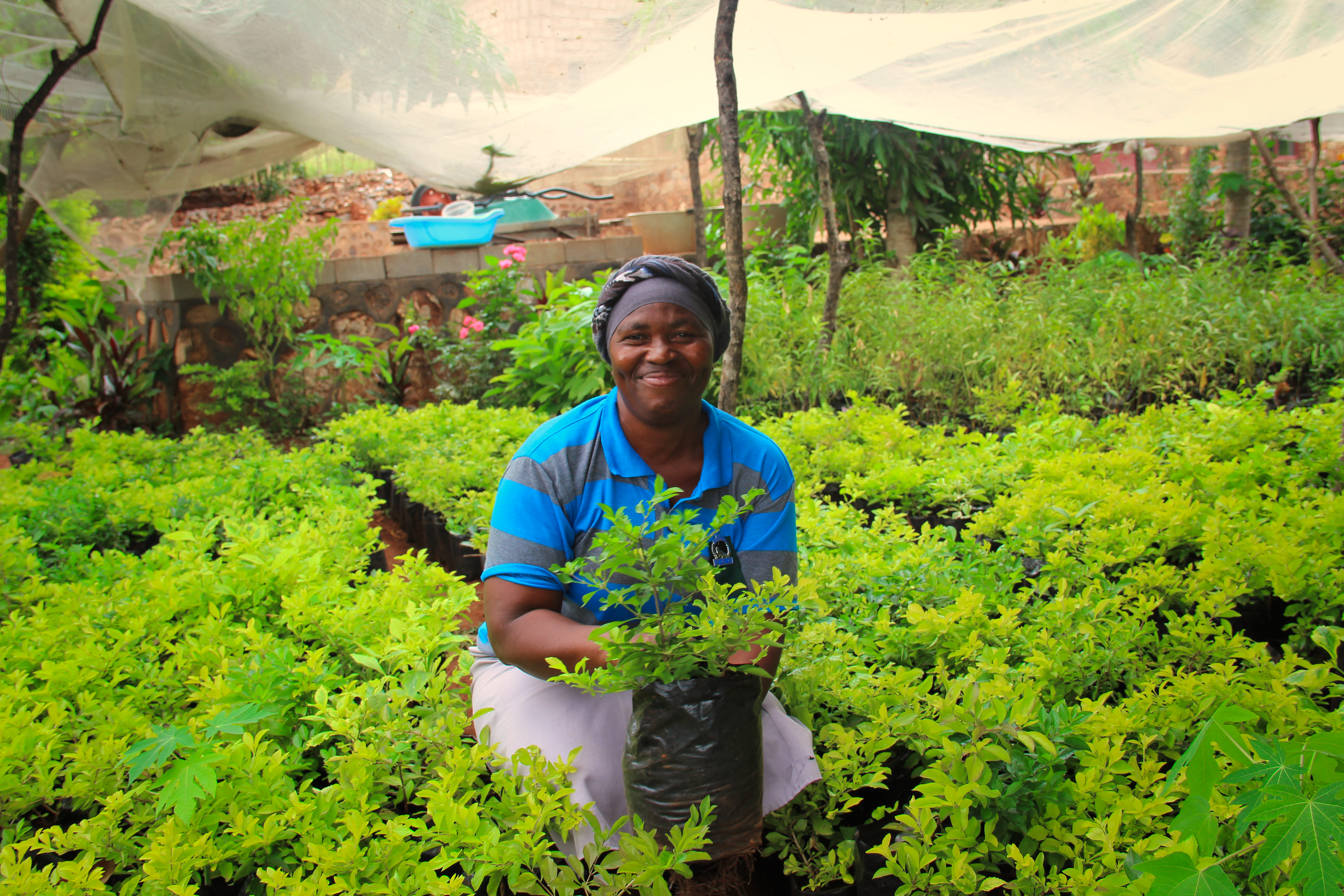
Production horticole à Ga-Mokgotho grâce à l'eau de l'Olifants.

## Source de la traduction
- (en) Cet article est partiellement ou en totalité issu de l’article de Wikipédia en anglais intitulé « Olifants River (Limpopo) » (voir la liste des auteurs).